# Ponç VI d'Empúries
Ponç VI d'Empúries Malgaulí  o Ponç Hug V d'Empúries (v 1290 - 1322), comte d'Empúries i vescomte de Bas (1313-1322).

## Orígens familiars
Fill segon de Ponç V d'Empúries i de Marquesa de Cabrera, fou designat hereu després de l'assassinat del seu germà Hug, el primogènit, el 1309 i heretà el comtat d'Empúries a la mort del seu pare el 1313.

## Vida política
Va tenir problemes tant amb els nobles com amb els eclesiàstics coetanis a ell. Així fou excomunicat per unes disputes amb l'abat d'Amer sobre la jurisdicció de Colomers. Així mateix, lluità contra el comte-rei Jaume II el Just per la successió al comtat d'Urgell i contra el vescomte de Rocabertí per disputes frontereres.

## Núpcies i descendents
Es casà en primeres núpcies amb Sibil·la de Narbona, filla del vescomte Amalric II de Narbona i Joana de l'Illa Jordà (Joana de l'Isla de Baish en occità, Jeanne de L'Isle-Jourdain en francès). D'aquesta unió no en nasqué cap fill.
El 1313 es casà, en segones núpcies, amb Elisabet de Sicília, filla il·legítima de Frederic II de Sicília i de Sibil·la Sormella, i tingué una filla pòstuma: 
- Marquesa d'Empúries (1322-1327), que fou nomenada hereva del comtat en néixer (1322).